# Atlin River
Der Atlin River bildet den Abfluss des Atlin Lake zum Tagish Lake im Norden der kanadischen Provinz British Columbia.

## Flusslauf
Der Atlin River verlässt den Atlin Lake am Westufer gegenüber der Ortschaft Atlin. Er strömt 5 km in nordwestlicher Richtung und mündet in das östliche Ende des Graham Inlet, einer östlichen Seitenbucht des Tagish Lake. Der Atlin River hat ein Einzugsgebiet von etwa 6860 km². Der mittlere Abfluss beträgt 98,5 m³/s. Die Monate mit den höchsten Abflüssen sind August und September.
Der Fluss befindet sich im äußersten Norden des Atlin/Áa Tlein Téix’i Provincial Parks. Der Atlin River trug ursprünglich die Bezeichnung Atlinto River.